# Ikauna
Ikauna es un pueblo y nagar Panchayat situado en el distrito de Shravasti en el estado de Uttar Pradesh (India). Su población es de 14869 habitantes (2011). 

## Demografía
Según el censo de 2011 la población de Ikauna era de 14869 habitantes, de los cuales 7740 eran hombres y 7129 eran mujeres. Ikauna tiene una tasa media de alfabetización del 65,10%, inferior a la media estatal del 67,68%: la alfabetización masculina es del 71,35%, y la alfabetización femenina del 58,24%.